# Planowanie oparte na produktach
Planowanie oparte na produktach to technika planowania wywodząca się z metodyki zarządzania projektami PRINCE2. Planowanie rozpoczyna się od opisania finalnego produktu (wyniku), do jakiego ma doprowadzić tworzony plan. Kolejnym krokiem jest zidentyfikowanie i opisanie produktów, które wejdą w skład produktu finalnego lub będą potrzebne do ich wytworzenia a co za tym idzie do stworzenie hierarchicznej struktury, zwanej diagramem struktury produktów (DSP). Produkty są identyfikowane i grupowane według kategorii wybranych przez planistę, tak aby nie pominąć żadnego potrzebnego produktu. Następnie tworzony jest diagram następstwa produktów (DNP), na którym produkty są układane w kolejności ich pozyskiwania lub wytworzenia. Umieszczając na DNP działania, jakie trzeba wykonać w celu uzyskania poszczególnych produktów, bez trudu uzyskuje się logiczną sieć działań, oraz strukturę harmonogramu.